# Pseudoleptaleus formicomorphus
Pseudoleptaleus formicomorphus is een keversoort uit de familie snoerhalskevers (Anthicidae). De wetenschappelijke naam van de soort is voor het eerst geldig gepubliceerd in 2007 door Telnov.